# 道玄坂
道玄坂（日语：／ Dōgenzaka */?）是日本東京都澀谷區的地名，係位於澀谷站八公口前往目黑方向的坡道，也是上述地名的由來。

## 概要
澀谷站西側丘陵地的繁華街。

### 地區
由南向北分為道玄坂一丁目與二丁目。北鄰宇田川町，東至JR澀谷站，南接櫻丘町、南平台町，西通圓山町。人口818人。郵遞區號為150-0043。
大部分為緩坡，地勢往東邊的澀谷川逐漸下降。1970年代中期以前為住商混合區，之後逐漸成為商業區。近年則出現許多辦公大樓。

### 坂
道玄坂過去的地址為澀谷區上通3丁目，是從宮益坂下往西上升的坡道。上至玉川通的道玄坂上交差點，下至澀谷站前。玉電曾行經此地，現在則有東急田園都市線從坂下通過。坂名也寫作「道元坂」、「道源坂」。
道玄坂位於宮益坂（富士見坂）對面，中間相隔位於谷底的澀谷川。江戶時代的著作《江戸町づくし》稱為「行人坂」。
現在，坂下是終點站澀谷站，沿路有109等東急系大型店舗與設施、各式餐飲店、混合大樓、電影院等。往文化村通的道玄坂小路內有風俗店與餐飲店，交番前交差點往Bunkamura方向的「漫步街」（ランブリングストリート）聚集許多音樂展演空間與情侶酒店。

## 歷史

### 地名由來
一說是和田義盛残黨大和田太郎道玄在此地作為山賊活動。另一說是源自此地的道玄庵。

### 道玄坂地區沿革
- 1932年（昭和7年）

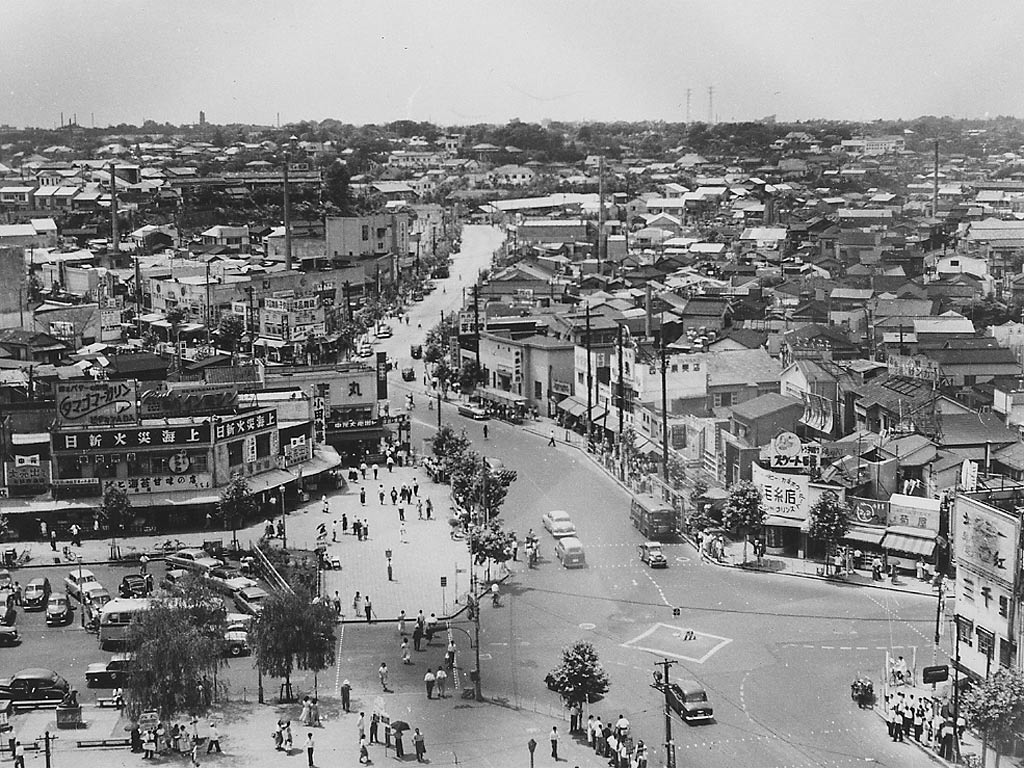
1952年（昭和27年）當時的澀谷站前 - 左手邊的上坡為道玄坂

  - 11月1日 - 東京府豐多摩郡澀谷町編入東京府東京市澀谷區
- 1933年（昭和8年）
  - 8月1日 - 京王井之頭線通車
- 1943年（昭和18年）
  - 7月1日 - 都制施行，為東京都澀谷區一部分
- 1964年（昭和39年）
  - 10月1日 - 建於玉川通上的首都高速3號澀谷線通車
- 1965年（昭和40年）
  - 6月13日 - 澀谷東急大樓（後澀谷東急廣場）開幕（現在道玄坂1丁目）
- 1967年（昭和42年）
  - 11月1日 - 東急百貨店本店開幕（現在道玄坂2丁目）
- 1969年（昭和44年）
  - 5月11日 - 東急玉川線廢線
- 1970年（昭和45年）
  - 1月1日 - 實施住居表示[6]
  - 8月1日 - 澀谷道玄坂上郵便局改稱澀谷道玄坂郵便局[7]
- 1977年（昭和52年）
  - 4月7日 - 東急新玉川線（後東急田園都市線）通車
- 1978年（昭和53年）
  - 8月1日 - 地下鐵半藏門線通車
- 1979年（昭和54年）
  - 4月28日 - Fashion Community109（後SHIBUYA 109）開幕（道玄坂2丁目）
- 2000年（平成12年）
  - 4月7日 - 澀谷Mark City（渋谷マークシティ）開幕（道玄坂1丁目）

### 町名變遷
| 實施後       | 實施年月日               | 實施前（各町名一部分）                             |
| ------------ | ------------------------ | -------------------------------------------------- |
| 道玄坂一丁目 | 1970年（昭和45年）1月1日 | 大和田町、上通三丁目、上通四丁目、南平台町、櫻丘町 |
| 道玄坂二丁目 | 1970年（昭和45年）1月1日 | 上通三丁目、圓山町、大和田町、榮通一丁目           |

## 交通

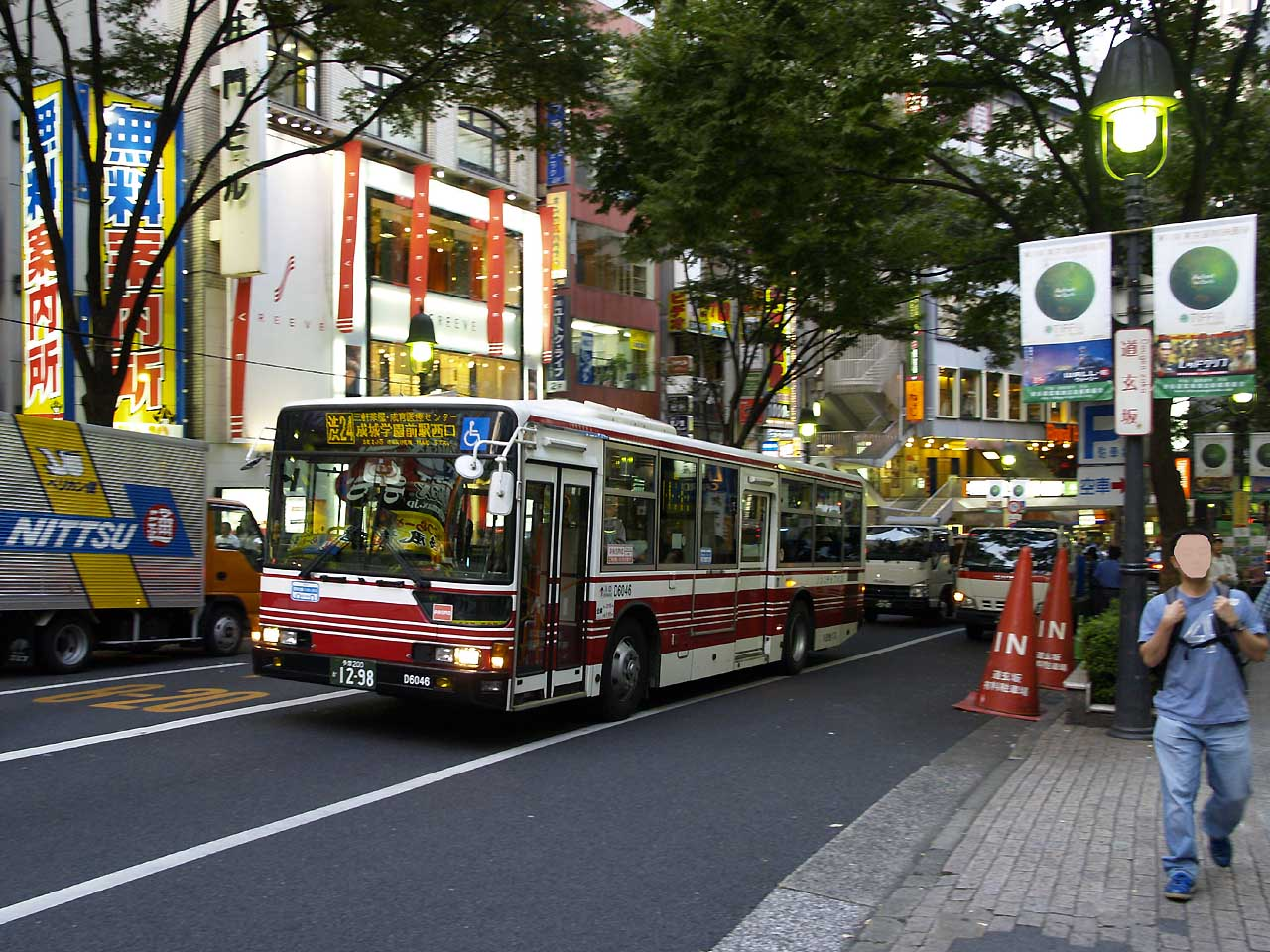
道玄坂 （2008年）

### 鐵路
- 澀谷站
  - 東日本旅客鐵道：山手線、埼京線、湘南新宿線
  - 京王電鐵：井之頭線
  - 東急電鐵：田園都市線（東橫線車站位於澀谷）
  - 東京地下鐵：半藏門線、副都心線、銀座線

### 巴士
- 都營巴士
  - 早81系統 往澀谷站東口
  - 池86系統 往澀谷站東口
- 東急巴士
  - 澀05系統 往澀谷站，往弦卷營業所
  - 澀11系統 往田園調布站，往澀谷站
  - 澀12系統 往澀谷站，往二子玉川站
  - 澀21系統 往澀谷站行，往上町站
  - 澀23系統 祖師谷大藏站行，往澀谷站
  - 澀24系統 往澀谷站，往成城學園前站
  - 澀31系統 往澀谷站，往下馬一丁目
  - 澀32系統 往澀谷站
  - 澀33/澀34系統 往澀谷站，往都立大學站前
  - 澀41系統 往澀谷站，往大井町站
  - 澀51系統 往澀谷站
  - 澀52系統 往澀谷站，往世田谷區民会館
  - 澀55系統 往澀谷站
  - 澀82系統 往澀谷站，往等等力
- 小田急巴士
  - 澀26系統 往澀谷站，往調布站南口
- 小田急巴士、東急TRANSSÉS（東急トランセ）
  - 澀24系統 往澀谷站，往成城學園前站西口
- 富士快線（フジエクスプレス）
  - 八公巴士澀1系統 往澀谷站八公口

### 道路
- 首都高速3號澀谷線
最近的出入口是澀谷出入口
- 國道246號

## 設施

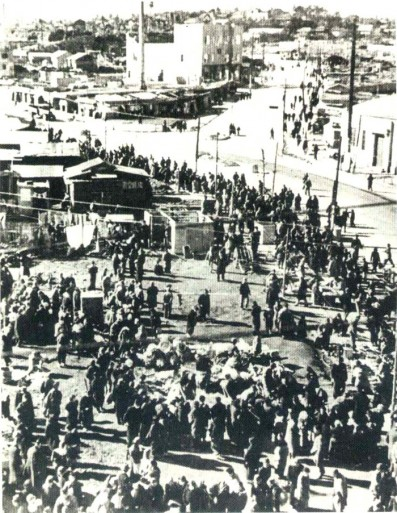
1945年（昭和20年），戰敗當年的澀谷站前，左手為道玄坂

- 郵便局 - 澀谷中央街郵便局，澀谷道玄坂郵便局
- 東急百貨店本店
- Bunkamura
  - 果園廳（オーチャードホール）
- 東急PLAZA澀谷
- SHIBUYA 109
- 澀谷Mark City（渋谷マークシティ）
  - 東急澀谷卓越大酒店（渋谷エクセルホテル東急）
- 山田電機LABI澀谷
- 唐吉訶德澀谷店
- 八公[錨點失效]像
- 摩亞像

## 古蹟
- 東京新詩社舊址
與謝野鐵幹、與謝野晶子舊居。
- 與謝野晶子歌碑、道玄坂道供養碑、由來碑

## 備註
1. 1 2  . 澀谷區官方網站. （原始内容存档于2015年12月23日）.
2. ↑  渋谷区／住民基本台帳・外国人登録による人口 的存檔，存档日期2013-10-13.
3. 1 2  「道玄坂」 横関英一 『江戸の坂 東京の坂（全）』 筑摩書房 平成22年11月10日発行
4. ↑  「渋谷の行人坂」 横関英一 『江戸の坂 東京の坂（全）』 筑摩書房 平成22年11月10日発行
5. ↑  渋谷区／地名の由来 的存檔，存档日期2014-01-12.
6. ↑  同年2月2日，自治省告示第22号「住居表示が実施された件」
7. ↑  同年7月25日，郵政省告示第653号「郵便局を改称する件」

## 外部連結
- 澀道玄坂 （页面存档备份，存于） 澀谷道玄坂商店街振興組合